# Народна библиотека „Др Љубо Михић” у Љубињу
Народна библиотека „Др Љубо Михић“ представља културну установу са дугогодишњом традицијом на простору општине Љубиње, као значајaн фактор у култури и образовању на овим просторима. Библиотека се налази у улици Светосавској бр.20. Од најранијих почетака па до данас, библиотека представља стуб културе на овом подручју.

## Историјат
Основана је још далеке 1965. године од стране општине Љубиње. Од 2001. године библиотека се налази на тренутној адреси, Светосавска 20. Библиотека је данас смјештена на 500 квадратних метара простора. Библиотечки фонд износи око 20.000 књига. Поред простора за књиге налази се и читаоница са 20 сједећих мијеста, коју могу да користе ученици и студенти.
Љубињска библиотека, поред основног библиотечког садржаја, нуди и низ других културних садржаја, као што су промоције књига, изложбе слика, дјечије и представе за одрасле, радионице, дјечије приредбе.
Од 2020. године, библиотека је у Кобис систему Републике Српске.

## Организација
Основне организационе јединице Библиотеке су:
- Одјељење за одрасле читаоце броји око 15000 књига из различитих области.
- Одјељење за дјецу броји око 2000 књига.
- Читаоница
- Завичајна збирка садржи библиотечки материјал о Љубињу, локалном становништву, култури и обичајима. У Завичајној збирци су смјештене књиге издате у Љубињу, књиге аутора поријеклом из Љубиња, и књиге аутора који су писали о Љубињу и Љубињцима.
- Легат Бранислава и Вељка Брборића формиран је 1997. године. Тренутно броји око 3000 књига и допуњује се новим књигама. Фонд је разноврстан, састоји се од рјечника, лексикона, часописа, стручне литературе из различитих области, књижевности.
- Етно збирка представља сеоску културу љубињског краја са краја 19. и прве половине 20. вијека. Званично је отворена 10.10.2015.године, на дан рођења Љубе Михића, и стална је етнографска поставка у библиотеци.[1][2] Тренутно броји око 100 експоната.
- Вишенамјенска учионица заузима 100 квадратних метара и користи се за организовање културних манифестација, приредби и представа.